# Rabat (Malta)
Rabat (officiële naam Ir-Rabat) is een plaats vlak bij Mdina in het zuidwesten van Malta met een inwoneraantal van 7.064 (2011).
In Rabat bevinden zich de bekende Catacomben van Sint-Paul en of Sint-Agatha. Deze catacomben werden in de Romeinse Tijd gebruikt voor het begraven van de doden zodat deze niet in de stad begraven hoefden te worden.

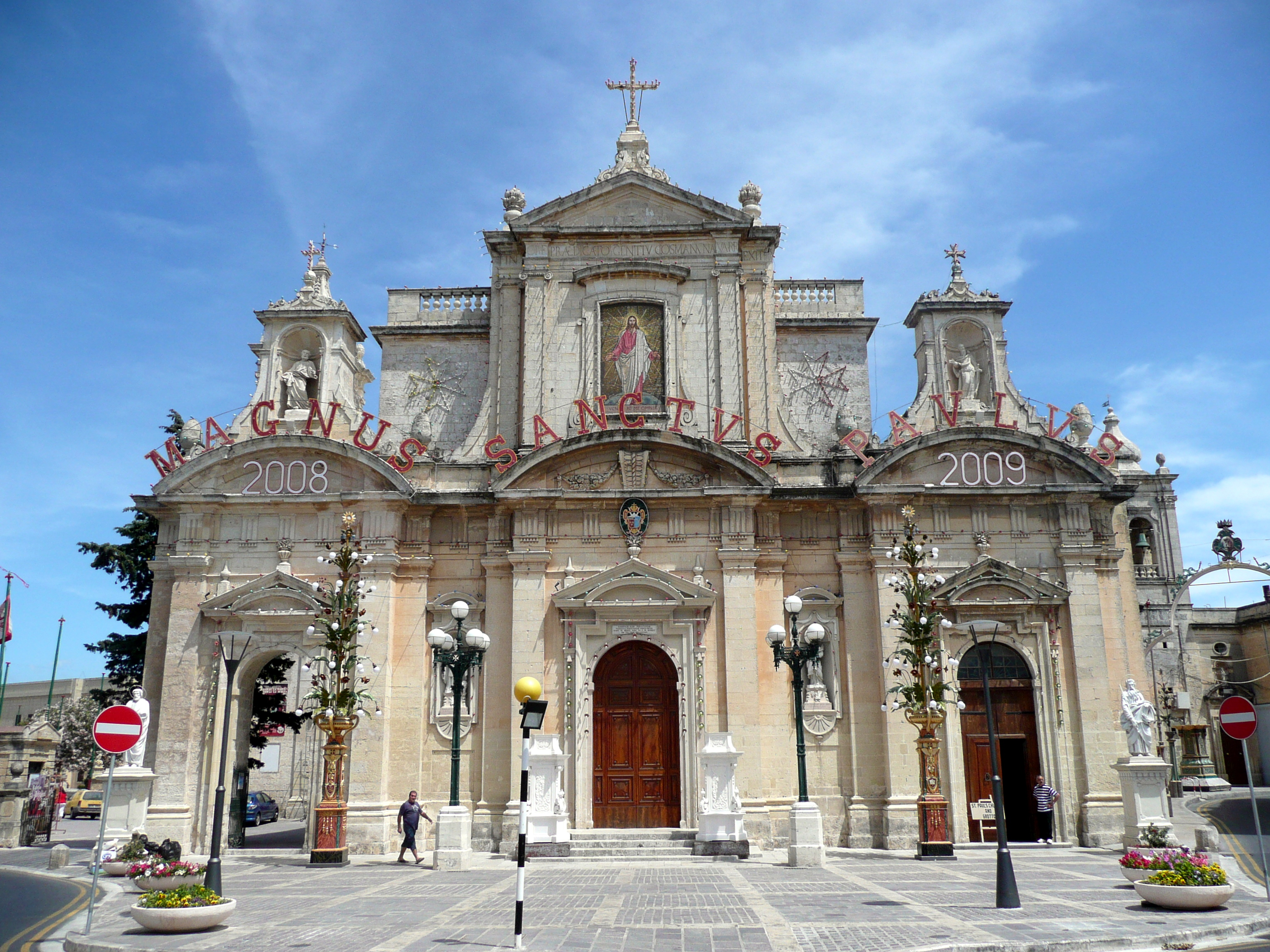
Kathedraal van St. Paul

In Rabat wordt een groot aantal festi gevierd. Deze religieuze dorpsfeesten ter ere van Jozef van Nazareth, Corpus Christi, de apostel Paulus, Maria (2x), Sint Maarten en de Onbevlekte Ontvangenis worden achtereenvolgens gevierd op 19 maart, de tweede zondag van juni, de eerste zondag van juli, de eerste zondag van september, de tweede zondag van oktober, de zondag het dichtst bij 11 november en op 8 december.

## Trivia
Delen van de film Munich werden opgenomen in Rabat.

## Geboren in Rabat
- Joseph Calleia (1897-1975), Amerikaanse zanger, componist, acteur en scenarist van Maltese afkomst